# Cleòpatra
|  | Per a altres significats, vegeu «Cleòpatra (desambiguació)». |

Cleòpatra VII Filopàtor (grec antic: Κλεοπάτρα Φιλοπάτωρ) va ser la darrera reina d'Egipte, de la dinastia hel·lènica dels Ptolemeu, que va ser creada per Ptolemeu I Soter, general d'Alexandre el Gran. Va néixer cap a l'any 69 aC, i va morir l'any 30 aC. Era filla de Cleòpatra V Trifena i de Ptolemeu XII Auletes, de qui va heretar el tron l'any 51 aC a l'edat de 18 anys juntament amb el seu germà Ptolemeu XIII Filopàtor (que tenia tan sols 12 anys), que seria el seu home, segons el requeriment de les lleis de regnat i successió del moment.

## Començament del regnat
Cleòpatra tenia uns quants germans: Berenice IV i Cleòpatra VI com a germanes més grans (ambdues van regnar en vida de son pare a qui havien expulsat del regne), una germana menor anomenada Arsínoe IV i dos germans menors amb el nom de Ptolemeu XIII i Ptolemeu XIV Filopàtor. L'educació de tots ells va ser purament grega, segons costum ptolemaic. Cleòpatra va ser el primer membre d'aquesta dinastia que va aprendre a parlar l'idioma egipci; però no només coneixia aquest idioma sinó també el grec, l'hebreu, el sirià i l'arameu i potser també el llatí. Va aprendre, així mateix, literatura, música, ciències polítiques, matemàtiques, astronomia i medicina. A més, tenia fama de ser una dona molt bella i de maneres dolces i educades.
Després de tres anys regnant, el seu germà Ptolemeu, aconsellat pels seus assessors Potí i Aquil·les, va expulsar la seva germana del tron i la va obligar a exiliar-se a Síria. Des d'aquesta regió, Cleòpatra va pretendre recuperar el tron, reunint un bon exèrcit per a aquest fi, però realment no va aconseguir res fins a l'arribada a Alexandria de Juli Cèsar l'any 48 aC. Un any més tard, el 47 aC, Ptolemeu XIII va morir ofegat quan fugia d'una batalla perduda contra Juli Cèsar, i aquest va proclamar Cleòpatra reina absoluta d'Egipte, i a més la va obligar a casar-se novament amb el seu altre germà menor, que tenia 12 anys i que seria Ptolemeu XIV.
Com a conseqüència de la lluita a Alexandria, es va declarar un gran incendi i el resultat final va ser la pèrdua de molts i importants edificis, entre altres el famós Musèon d'Alexandria amb la seva biblioteca.

## Juli Cèsar i Marc Antoni
Ja s'ha vist com la família reial de Cleòpatra havia desencadenat una guerra civil entre els seus membres. Juli Cèsar va arribar a Egipte com a general romà per concloure aquesta qüestió i va ser llavors quan va tenir lloc la batalla al mar i l'incendi d'Alexandria. Després d'assegurar Cleòpatra en el tron egipci i casar-la amb qui va ser Ptolemeu XIV (el seu germà menor), Juli Cèsar va tornar a Roma, però Cleòpatra va decidir seguir-lo, i es va preocupar de deixar al regne un govern segur. A Roma va viure com a concubina de Cèsar i allà va nàixer el seu fill (que se suposa ho era també de Juli Cèsar) el qual van anomenar Ptolemeu Cesarió (futur Ptolemeu XV Cesarió). L'any 44 aC va tenir lloc l'assassinat de Cèsar, projectat i executat per un grup de famílies senatorials republicanes que hi veien l'ambició d'un futur rei, cosa que odiaven. Després de la seva mort, Cleòpatra va tornar amb el seu fill a Egipte; es diu que va manar enverinar el seu germà, el rei Ptolemeu XIV, i que va convertir Cesarió en corregent.
Marc Antoni era un general i polític romà, amic de Juli Cèsar, que havia estat comandant en cap en el seu exèrcit. Arran de l'assassinat d'aquest, va perseguir els culpables, Brutus i Cassi i, a més a més, va saber enfrontar el poble romà contra ells i guanyar-se el suport i la inclinació de la gent cap a ell. En sorgir uns altres dos rivals, van formar un triumvirat. Es va desencadenar d'aquesta manera una guerra civil entre els partidaris del triumvirat i els seguidors republicans. Marc Antoni va cridar en la seva ajuda la reina Cleòpatra, perquè acudís amb les seves naus a Tars, però la reina es va negar que Egipte entrés en una guerra civil dels romans. Marc Antoni va decidir, llavors, viatjar a Egipte per parlar directament amb la sobirana i demanar-li explicacions. El resultat d'aquest viatge va ser que ambdós personatges es van enamorar i que Marc Antoni va decidir quedar-se a Egipte al costat de Cleòpatra. Però els assumptes de Roma el cridaven i l'any 40 aC va haver de tornar a la capital de l'imperi. Allà va complir amb la promesa de casar-se amb Octàvia, germana de Gai Cèsar Octavi August, el futur primer emperador de Roma i renebot de Juli Cèsar. Octavi (que així se l'anomenava llavors) era gran amic de Marc Antoni, encara que, amb el temps i els esdeveniments, aquesta amistat es va veure truncada.
Després de la marxa de Marc Antoni a Roma, Cleòpatra va donar llum dos xiquets bessons (Alexandre Heli i Cleòpatra Selene) i un temps després, un altre (Ptolemeu Filadelf). L'any 36 aC, Marc Antoni va viatjar amb una expedició a Orient per lluitar contra els parts. Cleòpatra va reunir-s'hi amb ell i van tenir-hi el seu tercer fill. La campanya va tindre un gran èxit, que van decidir celebrar a Alexandria on es van quedar a viure, fins que l'any 32 aC, Octavi va declarar la guerra a ambdós, va sollevar el poble romà contra la mala conducta de Marc Antoni i aquest es va divorciar oficialment d'Octàvia. Es va donar llavors la batalla d'Àccium, al 31 aC, que va ser un desastre per a Marc Antoni i la flota de Cleòpatra. Després d'aquesta derrota i enganyat per un fals informe sobre la mort de Cleòpatra, Marc Antoni es va suïcidar deixant-se caure sobre la seva pròpia espasa.

## Mort de Cleòpatra

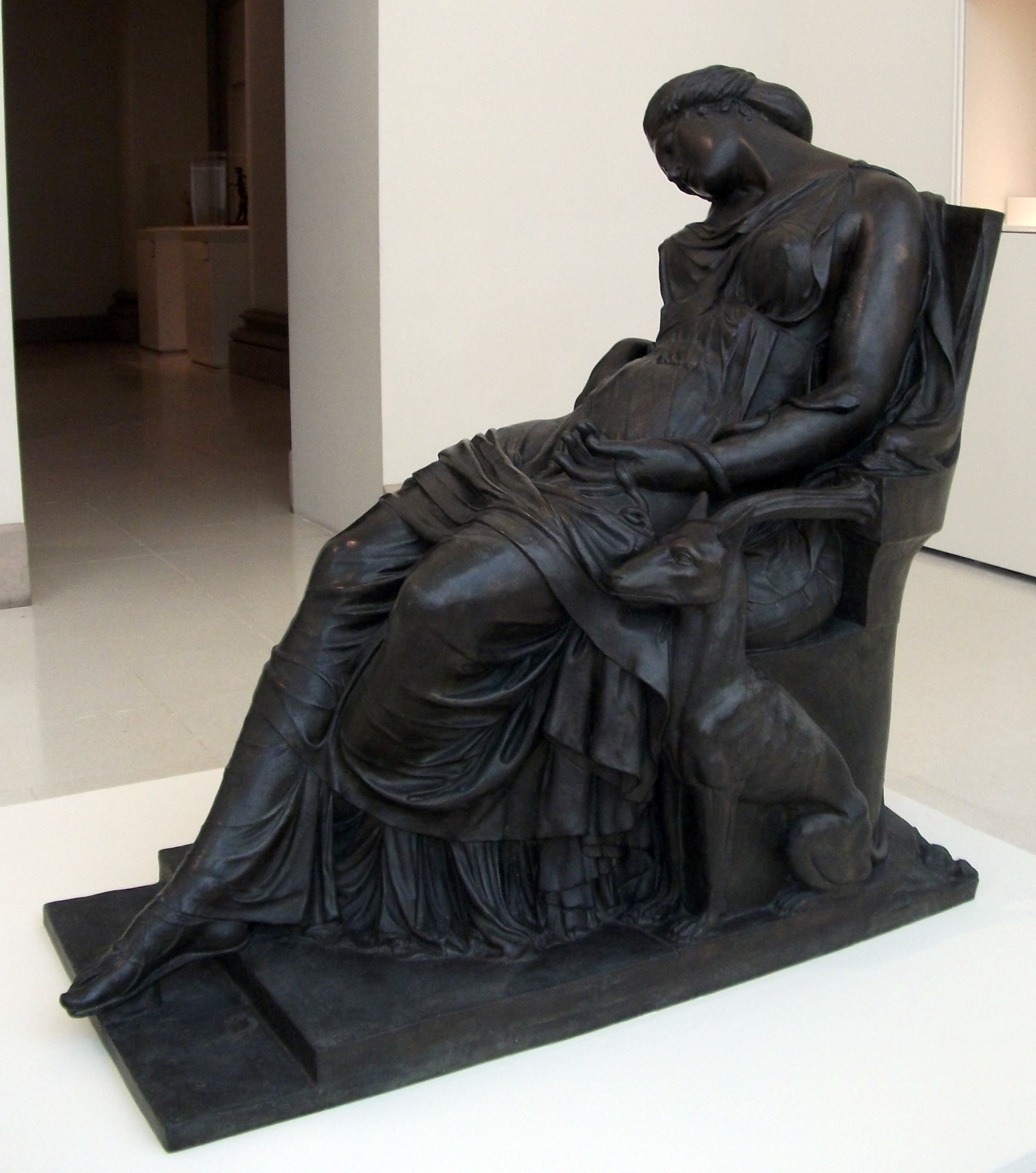
La mort de Cleòpatra (fosa del 1934, sobre un guix de c. 1804), de Damià Campeny. Barcelona: Museu Nacional d'Art de Catalunya.
Al mateix museu es conserva una altra versió de l'obra, en terra cuita i de mides molt més reduïdes.

Octavi (el futur emperador August) havia acusat l'any 32 aC públicament Cleòpatra de diversos càrrecs molt greus: màgia, incest, luxúria, adoració d'ídols animals… posant d'aquesta manera en contra seu el senat romà i tota la població. Es deia que la mala conducta de Marc Antoni es devia als embruixaments d'aquesta reina.
Els plans d'Octavi implicaven agafar la reina com a presonera i portar-la a Roma per, així, demostrar la seva superioritat i la seva victòria, però no va ser possible perquè, veient el seu futur com a esclava tal vegada en el seu propi país on havia sigut sobirana, Cleòpatra va triar morir i va prendre la decisió de suïcidar-se. Va demanar a les seves criades Ires i Charmion que li portessin una cistella amb fruites i que fiquessin dins una cobra egípcia, el famós àspid responsable de la seva mort. Abans de morir va escriure una missiva a Octavi on li comunicava el seu desig de ser soterrada juntament amb Marc Antoni. Això succeïa el 12 d'agost de l'any 30 aC.

## Llegat

### Fills i successors
Després de la batalla d'Àccium i tement el pitjor, Cleòpatra va voler enviar el seu fill Cesarió lluny d'Egipte cap al sud, però va ser traït pel seu professor particular, Rhodon i va ser assassinat per ordre d'Octavi.
Després del seu suïcidi, els tres fills supervivents de Cleòpatra, Cleòpatra Selene II, Alexandre Heli i Ptolemeu Filadelf, van ser enviats a Roma amb la germana d'Octavi, Octàvia Menor, una antiga dona del seu pare, com a tutora. Cleòpatra Selene II i Alexandre Helios van estar presents en el triomf romà d'Octavi l'any 29 aC. Els destins d'Alexandre Heli i Ptolemeu Filadelf són desconeguts després d'aquest punt, encara que es creu que se'n van anar a viure a Mauritània amb la seva germana o van morir de malaltia. Octavia va organitzar el compromís de Cleòpatra Selene II amb Juba II, fill de Juba I, del regne nord-africà de Numídia que havia estat convertit en província romana l'any 46 aC per Juli Cèsar a causa del suport de Juba I a Pompeu. Van tenir un fill, a qui van anomenar Ptolemeu i que va heretar el regne de son pare l'any 23 aC, fins que l'emperador Calígula va fer-lo matar quaranta anys més tard.
L'emperador August va instal·lar Juba II i Cleòpatra Selene II, després del seu casament l'any 25 aC, com a nous governants de [[Mauretània on van transformar l'antiga ciutat cartaginesa de Sersell en la seva nova capital, rebatejada Cesarea de Mauritània (actual Sersell, Algèria). Cleòpatra Selene II va portar molts erudits, artistes i assessors importants de la cort reial de la seva mare a Alexandria per servir-la a Cesarea, ara impregnada en la cultura grega hel·lenística. També va batejar el seu fill Ptolemeu, en honor a la seva herència dinàstica ptolemaica.
Cleòpatra Selene II va morir c. 5 aC, i quan Juba II va morir el 23/24 dC el va succeir el seu fill Ptolemeu. No obstant això, Ptolemeu va ser finalment executat per l'emperador romà Calígula l'any 40 dC, potser amb el pretext que Ptolemeu havia encunyat il·legalment la seva pròpia moneda reial i va utilitzar regals reservats per a l'emperador romà. Ptolemeu de Mauretània va ser l'últim monarca conegut de la dinastia ptolemaica, encara que la reina Zenòbia, de l'efímer Imperi de Palmira durant la crisi del segle III, va afirmar la descendència de Cleòpatra. Un culte dedicat a Cleòpatra encara existia fins a l'any 373 dC quan Petesenufe, un escriba egipci del llibre d'Isis, va explicar que va xapar la figura de Cleòpatra amb or.

### Literatura i historiografia romanes

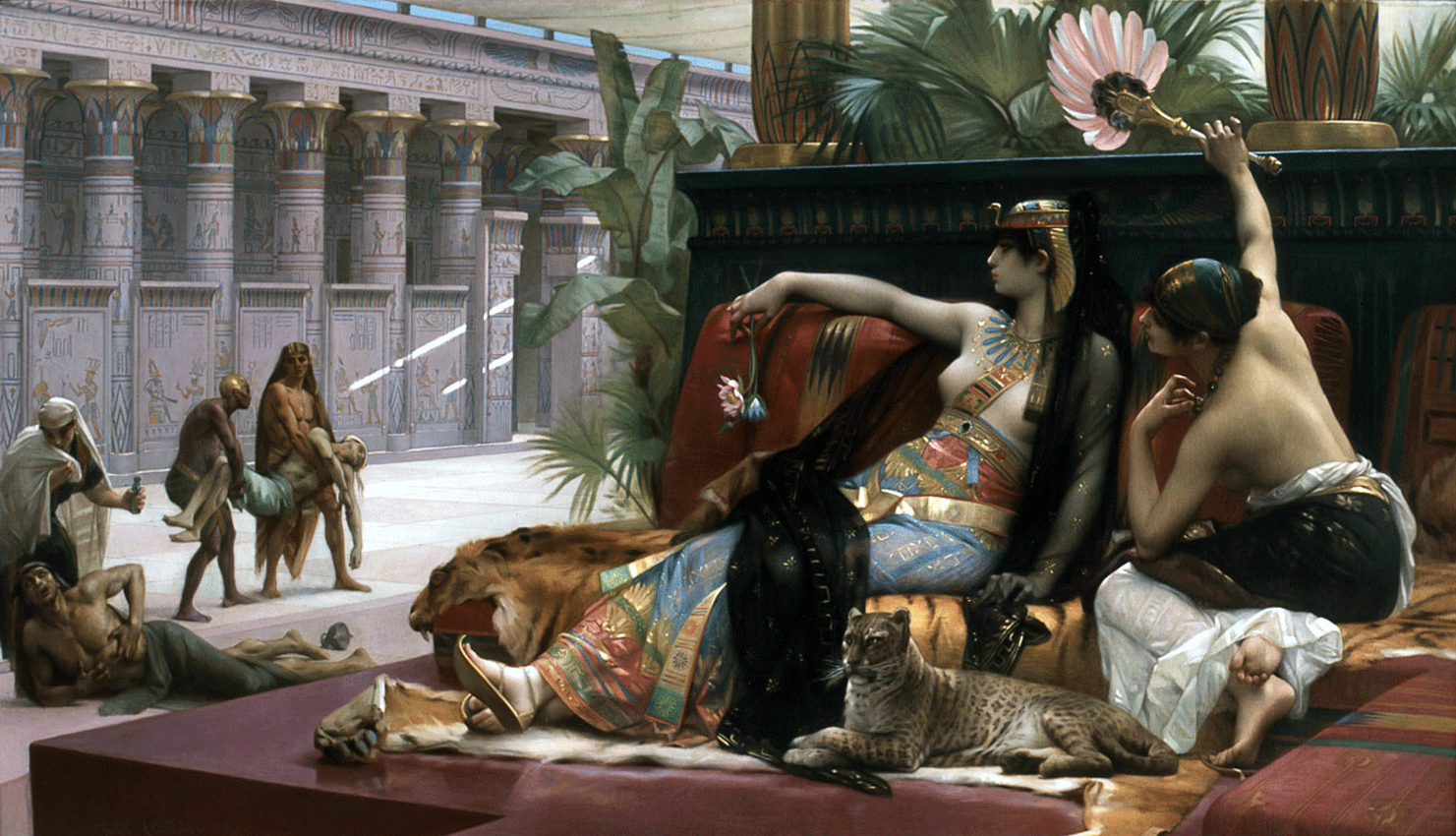
Cleopatra provant verins sobre presoners condemnats (1887), d’Alexandre Cabanel

Tot i que gairebé 50 obres antigues de la historiografia romana esmenten Cleòpatra, sovint només inclouen relats concisos de la batalla d'Àccium, el seu suïcidi i la propaganda d'August sobre les seves deficiències personals. Tot i no ser una biografia de Cleòpatra, Vides paral·leles escrita per Plutarc al segle I dC ofereix el relat més complet que es conserva de la vida de Cleòpatra. Plutarc va viure un segle després de Cleòpatra, però es va basar en fonts primàries, com Filotes d'Amfissa, que tenia accés al palau reial ptolemaic, el metge personal de Cleòpatra anomenat Olimp, i Quint Del·li, un íntim confident de Marc Antoni i Cleòpatra. L'obra de Plutarc incloïa tant la visió augustiana de Cleòpatra —que esdevingué canònica per al seu període— com fonts fora d'aquesta tradició, com ara informes de testimonis oculars.
L'historiador romà jueu Flavi Josep, escrivint al segle I dC, proporciona informació valuosa sobre la vida de Cleòpatra a través de la seva relació diplomàtica amb Herodes el Gran. Tanmateix, aquest treball es basa en gran manera en les memòries d'Herodes i en el relat esbiaixat de Nicolau Damascè, el tutor dels fills de Cleòpatra a Alexandria abans de traslladar-se a Judea per servir com a conseller i cronista a la cort d'Herodes. La Història romana publicada per l'oficial i historiador Cassius Dio a principis del segle III dC, tot i que no entén completament les complexitats del món hel·lenístic tardà, no obstant això, ofereix una història contínua de l'època del regnat de Cleòpatra.

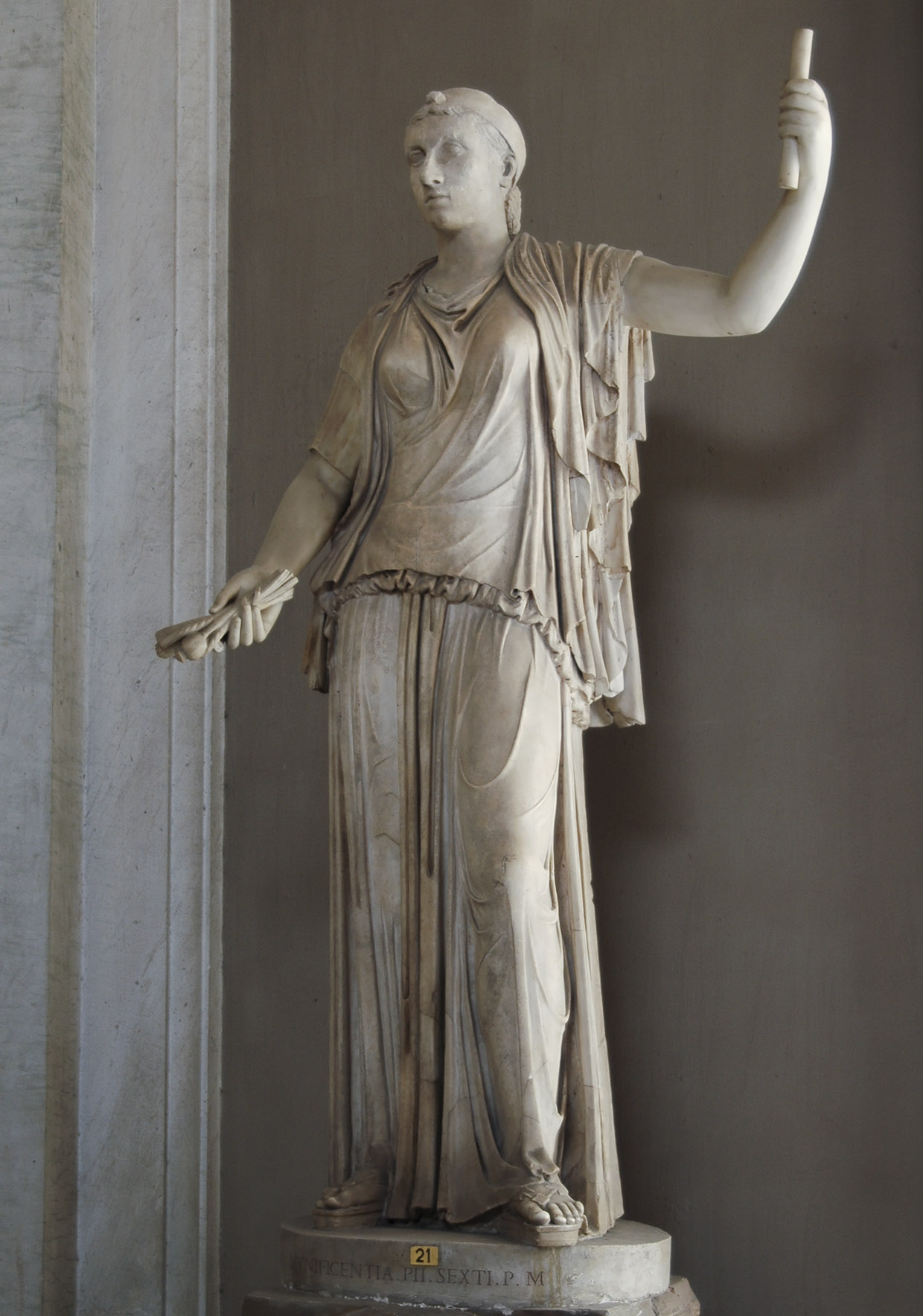
Una estàtua romana de marbre reestructurada de Cleòpatra amb una diadema i un pentinat de meló semblant als retrats de moneda, trobada al llarg de la Via Càssia, prop de la Tomba de Neró, Roma, i ara es troba al Museu Pio-Clementino

Cleòpatra amb prou feines s'esmenta a De Bello Alexandrino, les memòries d'un oficial d'estat major desconegut que va servir sota Cèsar. Els escrits de Ciceró, que la va conèixer personalment, proporcionen un retrat poc afavoridor de Cleòpatra. Els autors de l'època augusta Virgili, Horaci, Properci i Ovidi van perpetuar les opinions negatives de Cleòpatra aprovades pel règim romà dominant, encara que Virgili va establir la idea de Cleòpatra com una figura del romanç i del melodrama èpic. Burstein escriu que Virgili, a la seva Eneida, va descriure la batalla d'Actium contra Cleòpatra «com un xoc de civilitzacions en què Octavi i els déus romans van preservar Itàlia de la conquesta per Cleòpatra i el bàrbar amb déus amb cap d'animal d'Egipte». Horaci també va veure el suïcidi de Cleòpatra com una opció positiva, una idea que va trobar acceptació a la Baixa edat mitjana amb Geoffrey Chaucer.
Els historiadors Estrabó, Gai Vel·lei Patèrcul, Valeri Màxim, Plini el Vell i Apià, tot i que no oferien relats tan complets com Plutarc, Josep o Dió, van proporcionar uns quants detalls de la seva vida que no havien sobreviscut en altres registres històrics. Per a més informació i extractes del relat d'Estrabó sobre Cleòpatra a la seva Geografia vegeu  Les inscripcions sobre monedes ptolemaiques contemporànies i uns quants documents de papir egipci demostren el punt de vista de Cleòpatra, però aquest material és molt limitat en comparació amb les obres literàries romanes. Tal com explica Chauveau, aquest material d'origen d'Egipte datat del regnat de Cleòpatra inclou uns 50 documents de papirs en grec antic, la majoria de la ciutat d'Heracleòpolis, i només un pocs papirs d'El Faium, escrits en llengua demòtica. La fragmentària Libyka encarregada pel gendre de Cleòpatra Juba II ofereix una visió d'un possible cos de material historiogràfic que recolzava la perspectiva de Cleòpatra.
El gènere de Cleòpatra potser ha portat a la seva representació com una figura menor, si no insignificant, en la historiografia antiga, medieval i fins i tot moderna sobre l'antic Egipte i el món grecoromà. Per exemple, l'historiador Ronald Syme va afirmar que tenia poca importància per a Cèsar i que la propaganda d'Octavi va augmentar la seva importància en un grau excessiu. Tot i que la visió comuna de Cleòpatra era la d'una seductora prolífica, només tenia dues parelles sexuals conegudes, Cèsar i Antoni, els dos romans més destacats de l'època, que tenien més probabilitats d'assegurar la supervivència de la seva dinastia. Plutarc va descriure que Cleòpatra tenia una personalitat més forta i un enginy encantador que la bellesa física  Per a la descripció de Cleòpatra per Plutarc, que afirmava que la seva bellesa no era completament incomparable, sinó que tenia una personalitat captivadora i estimulant, vegeu .

### Representacions culturals

#### Representacions en l'art antic

##### Estàtues
Cleòpatra es va representar en diverses obres d'art antigues, tant a l'estil egipci com a l'hel·lenístic-grec i romà. Les obres supervivents són estàtues, busts, relleus i monedes encunyades, així com antics camafeus  com un que representa Cleòpatra i Antoni en estil hel·lenístic, ara al Museu Altes de Berlín. Les imatges contemporànies de Cleòpatra es van produir tant dins com fora de l'Egipte ptolemaic. Per exemple, hi havia una vegada una gran estàtua de bronze daurat de Cleòpatra dins del temple de Venus Genetrix a Roma, la primera vegada que una persona viva tenia la seva estàtua al costat de la d'una deïtat en un temple romà. Va ser erigit allà per Cèsar i va romandre al temple almenys fins al segle III dC, la seva conservació potser degut al patrocini de Cèsar, encara que August de no va eliminar ni destruir obres d'art a Alexandria que representaven Cleòpatra.
A prop de la tomba de Neró es va trobar una estàtua d'estil romà de mida natural de Cleòpatra, Roma, per la Via Càssia, i ara es troba al Museu Pio-Clementino, part dels Museus Vaticans. Plutarc, a la seva Vida d'Antoni, va dir que les estàtues públiques d'Antoni van ser enderrocades per August, però les de Cleòpatra es van conservar després de la seva mort gràcies al fet que el seu amic Arquibi va pagar a l'emperador 2.000 talents per dissuadir-lo de destruir les seves.
Des de la dècada del 1950, els estudiosos han debatut si la Venus de l'Esquilina, descoberta el 1874 al turó de l'Esquilí a Roma i allotjada al Palazzo dei Conservatori o no. dels Museus Capitolins: és una representació de Cleòpatra, basada en el pentinat i els trets facials de l'estàtua, l'aparent diadema reial que es porta sobre el cap i la cobra egípcia Ureu embolicada al voltant de la base. Els detractors d'aquesta teoria argumenten que la cara d'aquesta estàtua és més prima que la del retrat de Berlín i afirmen que era poc probable que fos representada com la deessa nua Venus (o l'Afrodita grega). No obstant això, va ser representada en una estàtua egípcia com la deessa Isis, mentre que algunes de les seves monedes la representen com Venus-Afrodita. També es va vestir d'Afrodita quan es va trobar amb Antoni a Tarsos. En general, es creu que la Venus de l'Esquilina és una còpia romana de mitjans del segle I dC d'un original grec del segle I aC de l'escola de Pasíteles.

##### Retrats encunyats

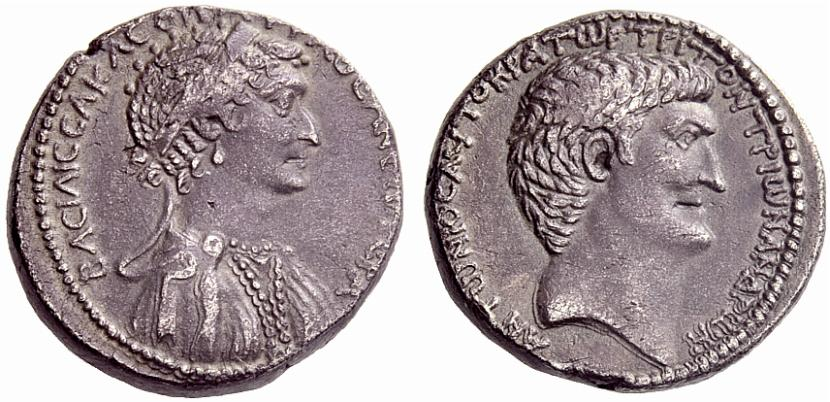
Cleòpatra i Marc Antoni a l’anvers i el revers, respectivament, d'un tetradracma de plata batejat a la Casa de la Moneda d’Antioquia l'any 36 aC, amb llegendes gregues: BACIΛΙCCA KΛΕΟΠΑΤΡΑ ΘΕΑ ΝΕωΤΕΡΑ ΝΕωΤΕΡΑ ΝΕωΤΕΡΑ, reina Cleòpatra ΕΡΑ, ΝΕωΤΕΡΑ, ΝΕωΤΕΡΑ AYTOKPATωP TPITON TPIωN ANΔPωN (Antonios autokrator triton trion andron – Antony imperator per tercera vegada triumvir)

Les monedes supervivents del regnat de Cleòpatra inclouen exemplars de cada any del regnat, del 51 al 30 aC. Cleòpatra, l'única reina ptolemaica que va emetre monedes en nom propi, gairebé segur que va inspirar el seu soci Cèsar a fer-se el primer romà viu a presentar el seu retrat amb les seves pròpies monedes. Fletxer escriu el següent: «Cleòpatra va ser l'única dona Ptolemeu que va emetre monedes en nom propi, alguns la mostraven com Venus-Afrodita. Ara Cèsar va seguir el seu exemple i, fent el mateix pas atrevit, es va convertir en el primer romà viu que va aparèixer a monedes, el seu perfil més aviat demacrat acompanyat del títol Parens Patriae, 'Pare de la Pàtria'. Cleòpatra va ser la primera reina estrangera que va fer aparèixer la seva imatge a la moneda romana». Les monedes datades en el període del seu matrimoni amb Antoni, que també porten la seva imatge, mostren a la reina amb un nas aguilenc i una barbeta prominent molt semblants a la del seu marit. Aquests trets facials similars seguien una convenció artística que representava l'harmonia observada mútuament d'una parella reial.
Els seus trets facials forts, gairebé masculins, en aquestes monedes particulars són sorprenentment diferents de les imatges esculpides més suaus, més suaus i potser idealitzades d'ella, ja sigui a l'estil egipci o hel·lenístic. Els seus trets facials masculins en moneda encunyada són similars als del seu pare, Ptolemeu XII Auleta  i potser també als del seu avantpassat ptolemaic Arsinoe II (316–260 aC)  i fins i tot. representacions de reines anteriors com Hatxepsut i Nefertiti. És probable, a causa de la conveniència política, que el rostre d'Antoni s'ajustés no només al seu, sinó també al dels seus avantpassats grecs macedonis que van fundar la dinastia ptolemaica, per familiaritzar-se amb els seus súbdits com a membre legítim de la casa reial.
Les inscripcions de les monedes s'escriuen en grec, però també en el cas nominatiu de les monedes romanes en lloc del genitiu de les monedes gregues, a més de tenir les lletres col·locades de manera circular al llarg de les vores de la moneda en comptes de fer-ho horitzontalment. o verticalment com era costum per als grecs. Aquestes facetes de la seva encunyació representen la síntesi de la cultura romana i hel·lenística, i potser també una declaració als seus súbdits, encara que sigui ambigu per als estudiosos moderns, sobre la superioritat d'Antoni o Cleòpatra sobre l'altre. Diana Kleiner argumenta que Cleòpatra, en una de les seves monedes encunyades amb la imatge dual del seu marit Antoni, es va fer més masculina que altres retrats i més com una reina clienta romana acceptable que un governant hel·lenístic. Cleòpatra havia aconseguit aquest aspecte masculí en monedes anteriors a la seva aventura amb Antoni, com les monedes encunyades a la casa de moneda d’Ascalon durant el seu breu període d'exili a Síria i el Llevant, que Joann Fletcher explica com el seu intent d'aparèixer com el seu pare i com un successor legítim d'un governant ptolemaic masculí.
Diverses monedes, com un tetradracma de plata encunyat algun temps després del matrimoni de Cleòpatra amb Antoni l'any 37 aC, la representen portant una diadema reial i un pentinat de meló. La combinació d'aquest pentinat amb una diadema també es presenta en dos caps de marbre esculpits supervivents. Aquest pentinat, amb els cabells trenats cap enrere en un monyo, és el mateix que els seus avantpassats ptolemeus Arsinoe II i Berenice II en la seva pròpia moneda. Després de la seva visita a Roma el 46-44 aC es va posar de moda que les dones romanes l'adoptessin com un dels seus pentinats, però va ser abandonat per un aspecte més modest i auster durant el govern conservador d'August.

##### Busts i caps grecoromans
Dels busts i caps de Cleòpatra d'estil grecoromà supervivents, l'escultura coneguda com la Cleòpatra de Berlín, ubicada a la col·lecció Antikensammlung Berlín del Museu Altes, té el nas ple, mentre que el cap conegut com a Cleòpatra Vaticana, ubicada als Museus Vaticans, està danyada amb un nas desaparegut. Tant la Cleòpatra de Berlín com la Cleòpatra del Vaticà tenen diademes reials, trets facials similars, i potser una vegada s'assemblaven a la cara de la seva estàtua de bronze allotjada al temple de Venus Genetrix.
Els dos caps estan datats a mitjans del segle I aC i es van trobar a vil·les romanes al llarg de la Via Appia a Itàlia, havent-se descobert la Cleòpatra vaticana a la Vil·la dels Quintilii. Francisco Pina Polo escriu que la moneda de Cleòpatra presenta la seva imatge amb certesa i assegura que el retrat esculpit del cap de Berlín es confirma que té un perfil similar amb els cabells estirats cap enrere en un monyo, una diadema i un nas enganxat. Blaise Pascal va comentar al seu Pensaments (1670): «El nas de Cleòpatra: si hagués estat més curt, tot l'aspecte del món hauria estat alterat». (Pascal 1910) Segons (Perry & Williams 2019), un nas menys aguilí hauria disminuït les seves possibilitats de fer-se governant d'Egipte i atreure homes del Primer i Segon Triumvirat, que hauria canviat la Batalla d'Actium, i la història europea posterior.
Un tercer retrat esculpit de Cleòpatra acceptat pels estudiosos com a autèntic sobreviu al Museu Arqueològic de Cherchell, Algèria. Aquest retrat presenta la diadema reial i trets facials similars als caps de Berlín i del Vaticà, però té un pentinat més únic i en realitat pot representar Cleòpatra Selene II, filla de Cleòpatra. Ferroukhi ofereix una discussió detallada sobre aquest bust i les seves ambigüitats, assenyalant que podria representar Cleòpatra, però que és més probable que la seva filla Cleòpatra Selene II. Als Museus Capitolins es troba una possible escultura de marbre pari de Cleòpatra amb un tocat de voltor d'estil egipci. Descobert prop d'un santuari d'Isis a Roma i datat al segle I aC, és d'origen romà o hel·lenístic-egipci.
Altres possibles representacions esculpides de Cleòpatra són una al Museu Britànic de Londres, feta amb pedra calcària, que potser només representa una dona del seu seguici durant el seu viatge a Roma. La dona d’aquest retrat té trets facials semblants als altres (incloent-hi el pronunciat nas aquilí), però no té una diadema reial i té un pentinat diferent. No obstant això, el cap del Museu Britànic, que una vegada pertanyia a una estàtua completa, podria representar a Cleòpatra en una etapa diferent de la seva vida i també pot trair un esforç de Cleòpatra per descartar l'ús de les insígnies reials (és a dir, la diadema) per fer-se més atractiva als ciutadans de la Roma republicana. Duane W. Roller especula que el Museu Britànic encapçala, juntament amb els del Museu Egipci, El Caire, els Museus Capitolins i la col·lecció privada de Maurice Nahmen, tot i que té trets facials i pentinats similars als del retrat de Berlín, però sense una diadema reial, molt probablement representen membres de la cort reial o fins i tot dones romanes que imiten el popular pentinat de Cleòpatra.

##### Pintures
A la casa de Marc Fabius Rufus a Pompeia, Itàlia, una pintura mural del segon estil de mitjans del segle I aC de la deessa Venus sostenint un Cupido prop de les portes massives del temple és molt probablement una representació de Cleòpatra com a Venus Genetrix amb el seu fill Cesarió. L'encàrrec de la pintura coincideix molt probablement amb l'erecció del Temple de Venus Genetrix al Fòrum de Cèsar el setembre del 46 aC, on Cèsar va fer erigir una estàtua daurada que representava Cleòpatra. Aquesta estàtua probablement va ser la base de les seves representacions tant en l'art esculpit com en aquesta pintura a Pompeia.
La dona del quadre porta una diadema reial al cap i és sorprenentment semblant en aparença a la Cleòpatra vaticana, que té possibles marques al marbre de la galta esquerra on es podria haver arrencat un braç de Cupido. L'habitació amb la pintura va ser tancada pel seu propietari, potser com a reacció a l'execució de Cesarió l'any 30 aC per ordre d'Octavi, quan les representacions públiques del fill de Cleòpatra haurien estat desfavorables amb el nou règim romà.
Darrere de la seva diadema daurada, coronada amb una joia vermella, hi ha un vel translúcid amb arrugues que suggereixen el pentinat de meló afavorit per la reina. Curtius va escriure que el terròs danyat al llarg de la línia del cabell i la diadema del Cleòpatra Vaticana probablement contenia una representació esculpida d'una joia, que  es compara directament amb la joia pintada de vermell a la diadema que portava Venus, probablement Cleòpatra, al fresco de Pompeia. La seva pell de color blanc ivori, la cara rodona, el nas llarg aguilí i els grans ulls rodons eren trets comuns tant en les representacions romanes com ptolemaiques de les divinitats. Roller afirma que «sembla poc dubte que es tracta d'una representació de Cleòpatra i Cesarion davant les portes del Temple de Venus al Forum Julium i, com a tal, es converteix en l'única pintura contemporània de la reina existent».
Una altra pintura de Pompeia, datada a principis del segle I dC i situada a la casa de Giuseppe II, conté una possible representació de Cleòpatra amb el seu fill Cesarió, ambdós portant diademes reials mentre s'acosta i consumeix verí en un acte de suïcidi. Per a més informació sobre la pintura de la casa de Giuseppe II (Josep II) a Pompeia i la possible identificació de Cleòpatra com una de les figures, vegeu  Originalment es pensava que la pintura representava la noble cartaginesa Sofonisba, que cap al final de la Segona Guerra Púnica (218-201 aC) va beure verí i es va suïcidar a instàncies del seu amant Masinissa, rei de Numídia. Els arguments a favor de la representació de Cleòpatra són la forta connexió de la seva casa amb la de la família reial númida, Masinissa i Ptolemeu VIII Physcon havien estat associats, i la pròpia filla de Cleòpatra es va casar amb el príncep númida Juba II.
Sofonisba també era una figura més obscura quan es va fer la pintura, mentre que el suïcidi de Cleòpatra va ser molt més famós. No hi ha un àspid a la pintura, però molts romans opinaven que va rebre verí d'una altra manera que una mossegada de serp verinosa. Un conjunt de portes dobles a la paret posterior del quadre, situades molt amunt per sobre de la gent que hi ha, suggereix la disposició descrita de la tomba de Cleòpatra a Alexandria. Un servent sosté la boca d'un cocodril egipci artificial (possiblement un elaborat mànec de safata), mentre que un altre home que hi ha al costat està vestit de romà.
El 1818 es va descobrir una pintura encàustica ara perduda al temple de Serapis a la Vila d'Adrià, prop de Tívoli, Laci, Itàlia, que representava a Cleòpatra suïcidant-se amb un àspid mossegant el pit nu. Una anàlisi química duta a terme el 1822 va confirmar que el suport per a la pintura estava compost per un terç de cera i dos terços de resina. El gruix de la pintura sobre la carn nua de Cleòpatra i els seus draps eren semblants a les pintures dels retrats de la mòmia de Fayum. Un gravat d'acer publicat per John Sartain l'any 1885 que representa la pintura tal com es descriu a l'informe arqueològic mostra Cleòpatra amb roba i joies autèntiques d'Egipte a finals del període hel·lenístic, així com la corona radiant dels governants ptolemaics, com es veu a els seus retrats sobre diverses monedes encunyades durant els seus respectius regnats. Després del suïcidi de Cleòpatra, Octavi va encarregar que es fes una pintura que la representava mossegada per una serp, fent desfilar aquesta imatge en el seu lloc durant la seva processó triomfal a Roma. El retrat de la mort de Cleòpatra va ser potser entre el gran nombre d'obres d'art i tresors que l'emperador Hadrià va prendre de Roma per decorar la seva vil·la privada, on es va trobar en un temple egipci.
Una pintura romana sobre panell d’Herculà, Itàlia, datada al segle I dC possiblement representa Cleòpatra. En ella porta una diadema reial, cabells vermells o marrons vermellosos tirats cap enrere en un monyo. Walker Higgs descriu el seu cabell com a marró vermellós, mentre que  la descriu com una pèl-roja amb els cabells de flama i, a , també la descriu com una dona amb cabells com forquilles amb perles  i arracades amb penjolls en forma de bola, la pell blanca de la cara i el coll contraposats. un fons negre cru. Els seus cabells i trets facials són similars als dels retrats esculpits de Berlín i del Vaticà, així com la seva moneda. Un bust pintat molt semblant d'una dona amb una diadema blava a la Casa de l'Hort de Pompeia presenta imatges d'estil egipci, com una esfinx d'estil grec, i pot ser que hagi estat creada pel mateix artista.

##### Gerro de Portland

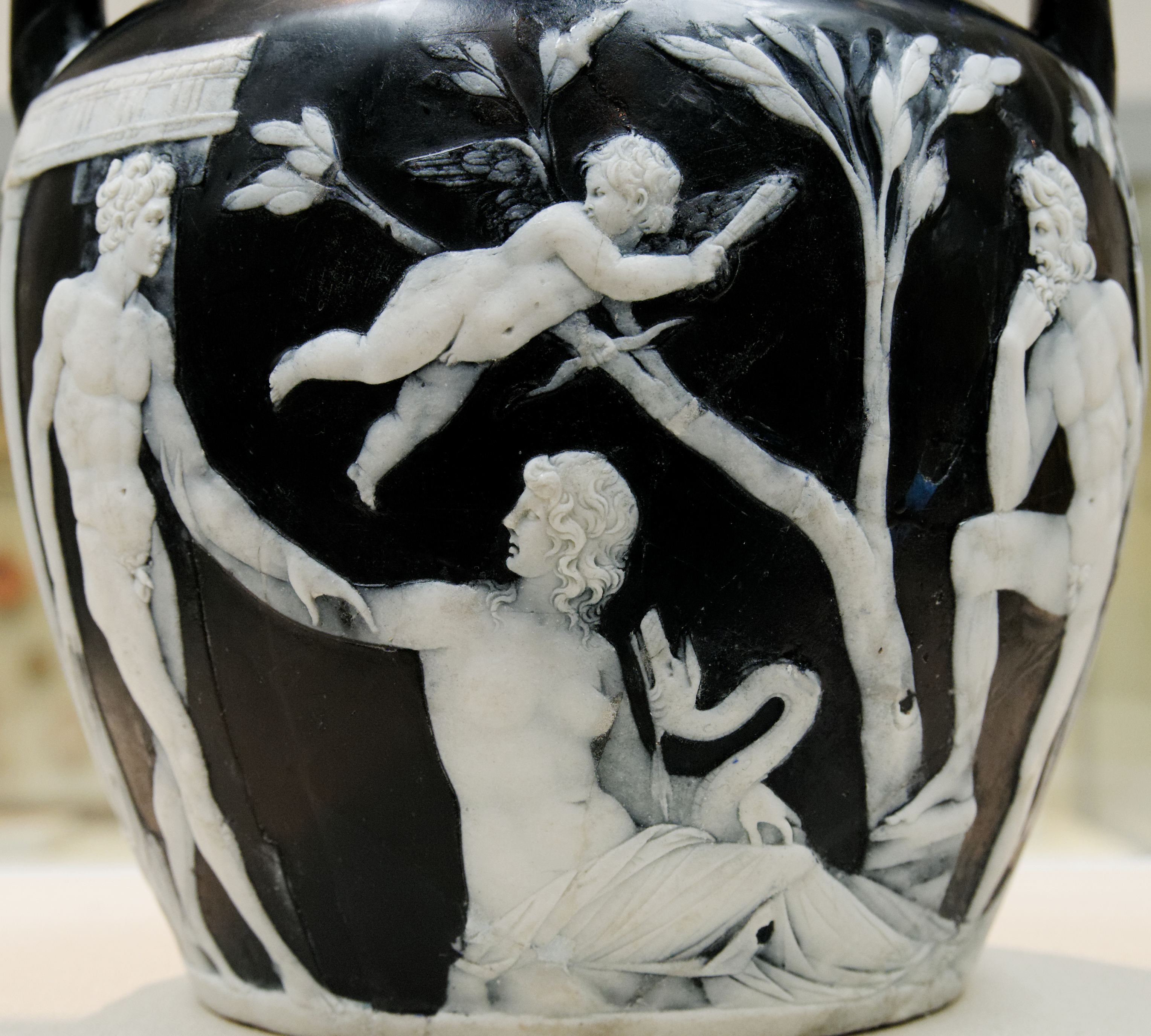
Una possible representació de Marc Antoni al Vas de Portland sent atret per Cleòpatra, a cavall d'una serp, mentre Anton, el suposat avantpassat d'Antoni, mira i Eros vola a sobre.

El Vas de Portland, un gerro de vidre camafeu romà datat al període d'August i ara al Museu Britànic, inclou una possible representació de Cleòpatra amb Antoni. En aquesta interpretació, es pot veure a Cleòpatra agafant Antoni i apropant-lo cap a ella mentre una serp (és a dir, l'àspid) s'aixeca entre les seves cames, Eros flota a sobre i Anton, el suposat avantpassat de la família antoniana, mira desesperat com el seu descendent Antoni és conduït a la seva perdició. L'altre costat del gerro potser conté una escena d'Octavia, abandonada pel seu marit Antoni però vigilada pel seu germà, l'emperador August. Així, el gerro s'hauria creat no abans del 35 aC, quan Antoni va enviar la seva dona Octavia de tornada a Itàlia i es va quedar amb Cleòpatra a Alexandria.

##### Art egipci nadiu

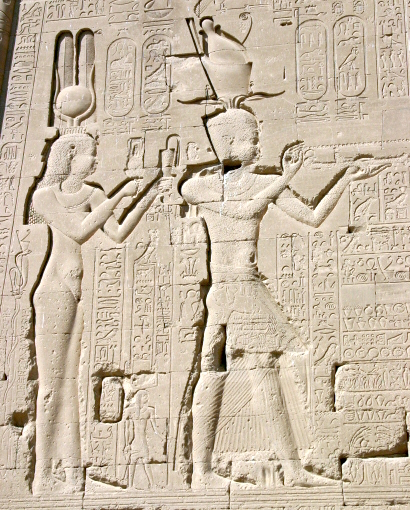
Un relleu tallat de Cleòpatra i el seu fill Cesarió al Temple d'Hathor de Denderah, Egipte, segle I aC

El bust de Cleòpatra al Museu Reial d'Ontario representa un bust de Cleòpatra a l'estil egipci. Datada a mitjans del segle I aC, és potser la representació més antiga de Cleòpatra com a deessa i faraó governant d'Egipte. L'escultura també té uns ulls pronunciats que comparteixen similituds amb les còpies romanes d'obres d'art esculpides ptolemaiques. El Temple d'Hathor de Denderah, a prop de Denderah, Egipte, conté imatges en relleu tallades d'estil egipci al llarg de les parets exteriors del temple d’Hathor que representen Cleòpatra i el seu petit fill Cesarió com un adult i un faraó governant fent ofrenes als déus. August va tenir el seu nom inscrit allà després de la mort de Cleòpatra.
Una gran estàtua de basalt negre ptolemaica que mesura 104 cm d'alçada, ara al Museu de l'Ermitage, Sant Petersburg, es creu que representa a Arsinoe II, esposa de Ptolemeu II, però una anàlisi recent ha indicat que podria representar la seva descendent Cleòpatra a causa dels tres ures que adornen el seu tocat, un augment de els dos utilitzats per Arsinoe II per simbolitzar el seu domini sobre el Baix i l'Alt Egipte. La dona de l'estàtua de basalt també té una cornucòpia dividida i doble (dikeras), que es pot veure a les monedes d'Arsinoe II i Cleòpatra. En el seu Kleopatra und die Caesaren (2006), Bernard Andreae sosté que aquesta estàtua de basalt, com altres retrats egipcis idealitzats de la reina, no conté trets facials realistes i, per tant, afegeix poc al coneixement de la seva aparença. Preston arriba a una conclusió similar sobre les representacions egípcies natives de Cleòpatra: «A part de certes talles del temple, que de totes maneres tenen un estil faraònic molt estilitzat i donen poca pista sobre l'aparença real de Cleòpatra, les úniques representacions certes de Cleòpatra són sobre monedes. El cap de marbre al Vaticà és una de les tres escultures acceptades generalment, encara que no universalment, pels estudiosos com a representacions de Cleòpatra». Adrian Goldsworthy escriu que, malgrat aquestes representacions a l'estil egipci tradicional, Cleòpatra s'hauria vestit com a nativa només potser per a certs ritus i, en canvi, normalment es vestiria de monarca grega, que inclouria la diadema grega que es veu al bust grecoromà.

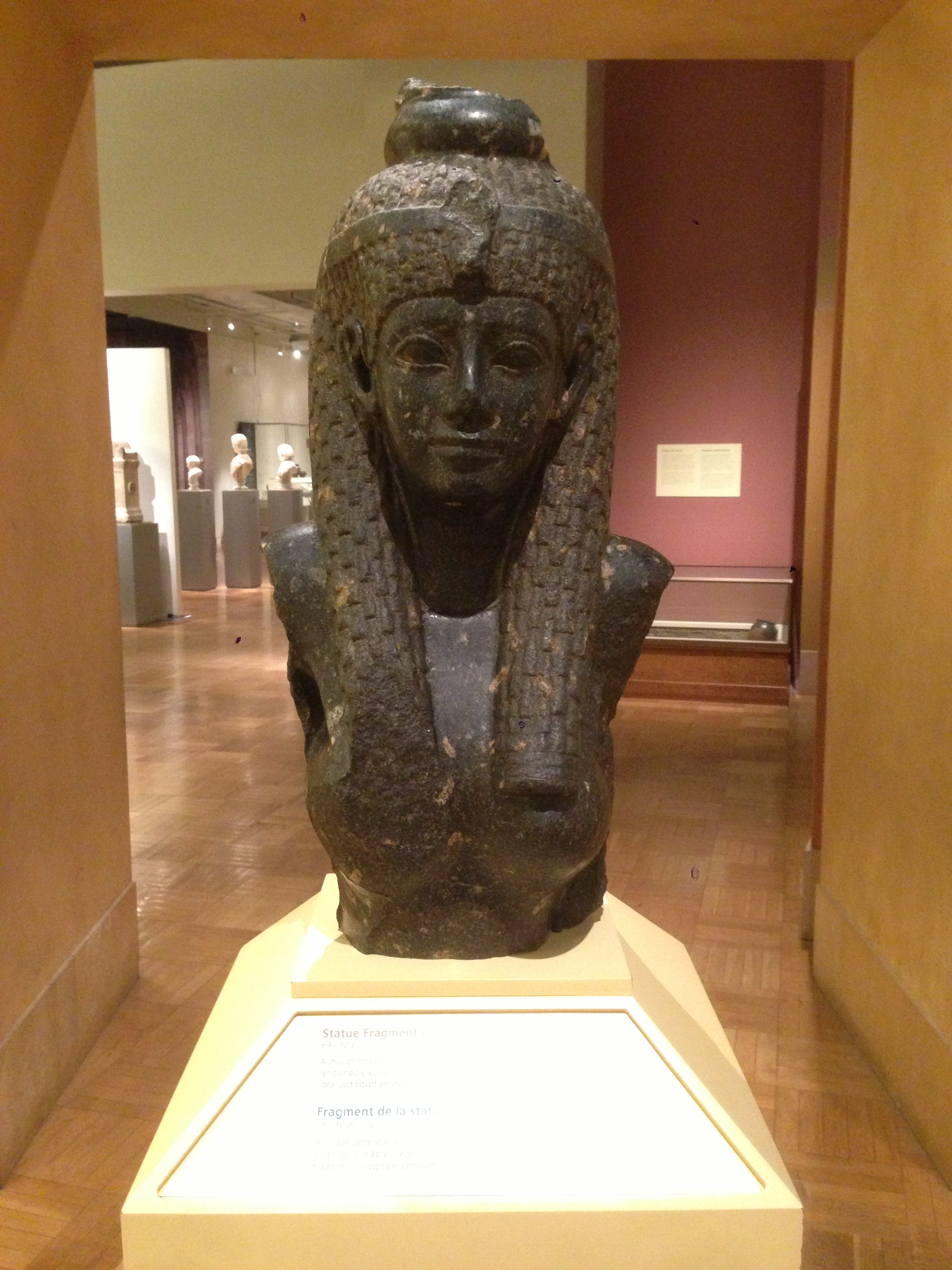
Unbust egipci de granit de Cleòpatra delMuseu Reial d'Ontario, mitjans del segle I aC
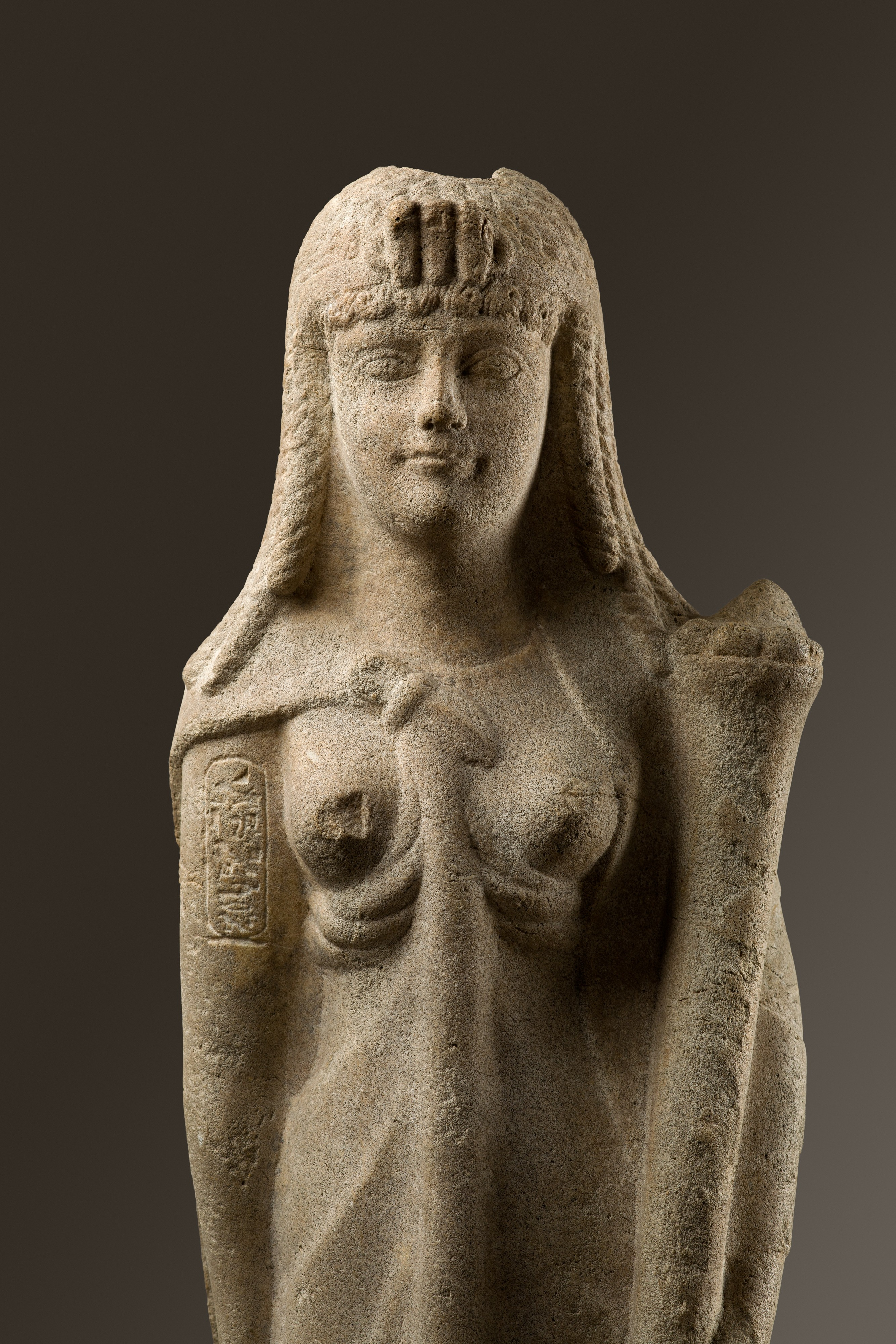
Una estàtua de marbre de Cleòpatra amb el seu cartutx inscrit a la part superior del braç dret i amb una diadema amb un triple ureu, del Museu Metropolitan d'Art
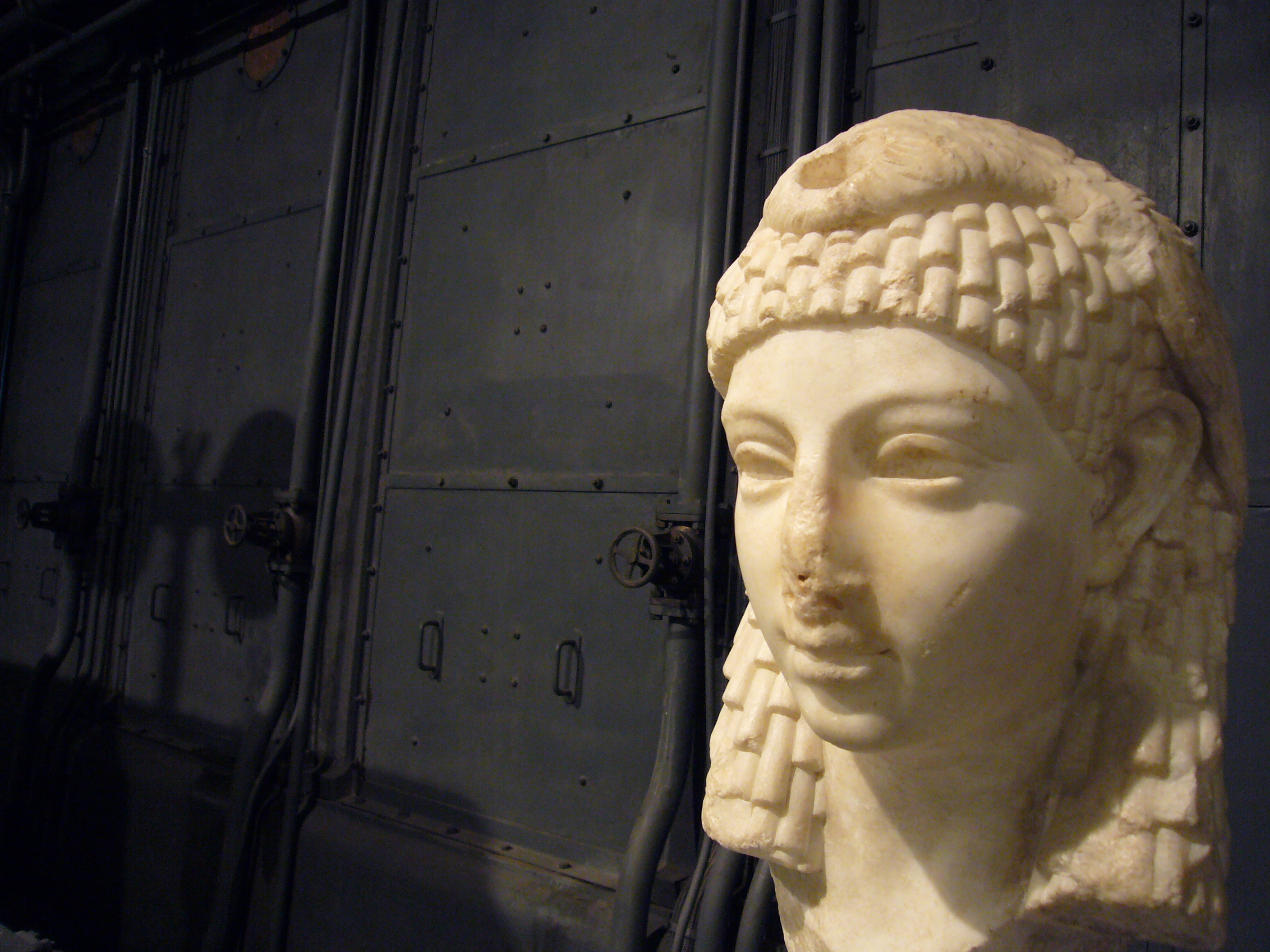
Possible cap esculpit de Cleòpatra VII amb un tocat de voltor d'estil egipci, descobert a Roma, ja sigui art egipci romà o hel·lenístic,marbre pari, segle I aC, dels Museus Capitolins

#### Rebuda època medieval i moderna

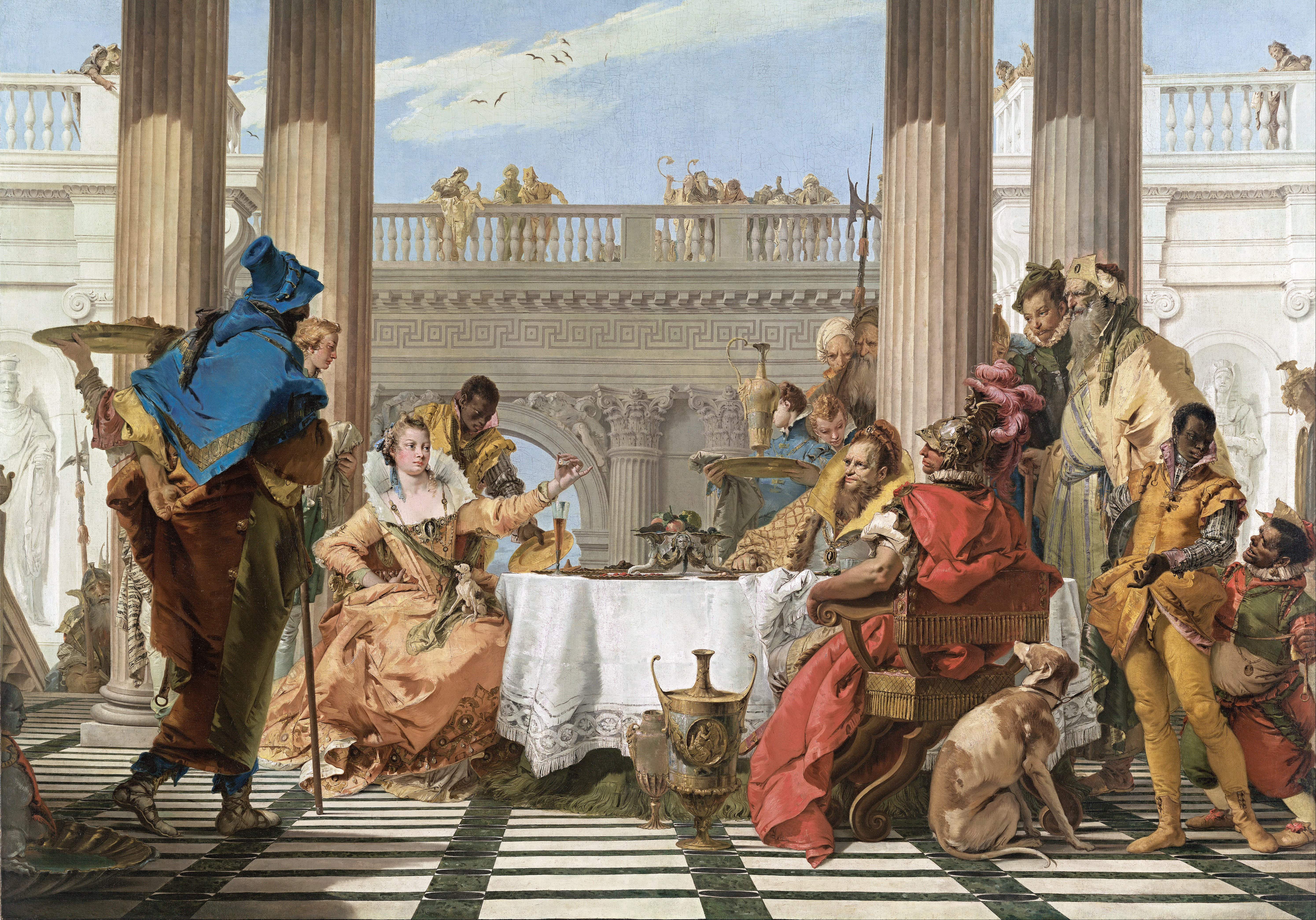
El banquet de Cleòpatra (1744), de Giovanni Battista Tiepolo, ara a la National Gallery of Victoria, Melbourne

En els temps moderns Cleòpatra s'ha convertit en una icona de la cultura popular, una reputació modelada per representacions teatrals que es remunten al Renaixement, així com pintures i pel·lícules. Aquest material supera àmpliament l'abast i la mida de la literatura historiogràfica existent sobre ella des de l'antiguitat clàssica i ha tingut un impacte més gran en la visió del públic en general de Cleòpatra que aquesta última. El poeta anglès del segle XIV Geoffrey Chaucer, a La llegenda de les bones dones, va contextualitzar Cleòpatra per al món cristià de l'edat mitjana. La seva representació de Cleòpatra i Antoni, el seu brillant cavaller compromès amb l'amor cortès, s'ha interpretat en els temps moderns com una sàtira lúdica o misògina.
PChaucer va destacar les relacions de Cleòpatra amb només dos homes com a difícilment la vida d'una seductora i va escriure les seves obres en part com a reacció a la representació negativa de Cleòpatra a De Mulieribus Claris i De Casibus Virorum Illustrium , obres llatines del poeta italià del segle XIV Giovanni Boccaccio. L’humanista renaixentista Bernardino Cacciante, en el seu Libretto apologetico delle donne de 1504, va ser el primer italià que va defensar la reputació de Cleòpatra i va criticar la moralització i la misogínia percebudes a les obres de Boccaccio. Les obres d'historiografia islàmica escrites en àrab cobrien el regnat de Cleòpatra, com els Prats d'or del segle X d’Al-Masudi , encara que la seva obra afirmava erròniament que Octavi va morir poc després del suïcidi de Cleòpatra.
Cleòpatra va aparèixer en miniatures per a manuscrits il·luminats, com ara una representació d'ella i d'Antoni estirat en una tomba d'estil gòtic pel mestre Boucicaut el 1409. En les arts plàstiques, la representació esculpida de Cleòpatra com una figura nua independent que se suïcida va començar amb els escultors del segle xvi Baccio Bandinelli i Alessandro Vittoria. Els primers gravats que representen Cleòpatra inclouen dissenys dels artistes renaixentistes Rafael i Miquel Àngel, així com gravats en fusta del segle xv en edicions il·lustrades de les obres de Boccaccio.
En les arts escèniques, la mort d’Isabel I d'Anglaterra el 1603 i la publicació alemanya el 1606 de presumptes cartes de Cleòpatra, van inspirar a Samuel Daniel a modificar i reeditar la seva obra de 1594 Cleopatra el 1607. El va seguir William Shakespeare, el qual Antoni i Cleòpatra, basat en gran part en Plutarc, es va representar per primera vegada el 1608 i va oferir una visió una mica salada de Cleòpatra en fort contrast amb la pròpia reina verge d'Anglaterra. Cleòpatra també va aparèixer a òperes, com ara Giulio Cesare in Egitto de Georg Friedrich Händel de 1724, que va retratar la història d'amor de Cèsar i Cleòpatra;  Domenico Cimarosa va escriure Cleòpatra sobre un tema semblant el 1789.

#### Representacions modernes i imatge de marca

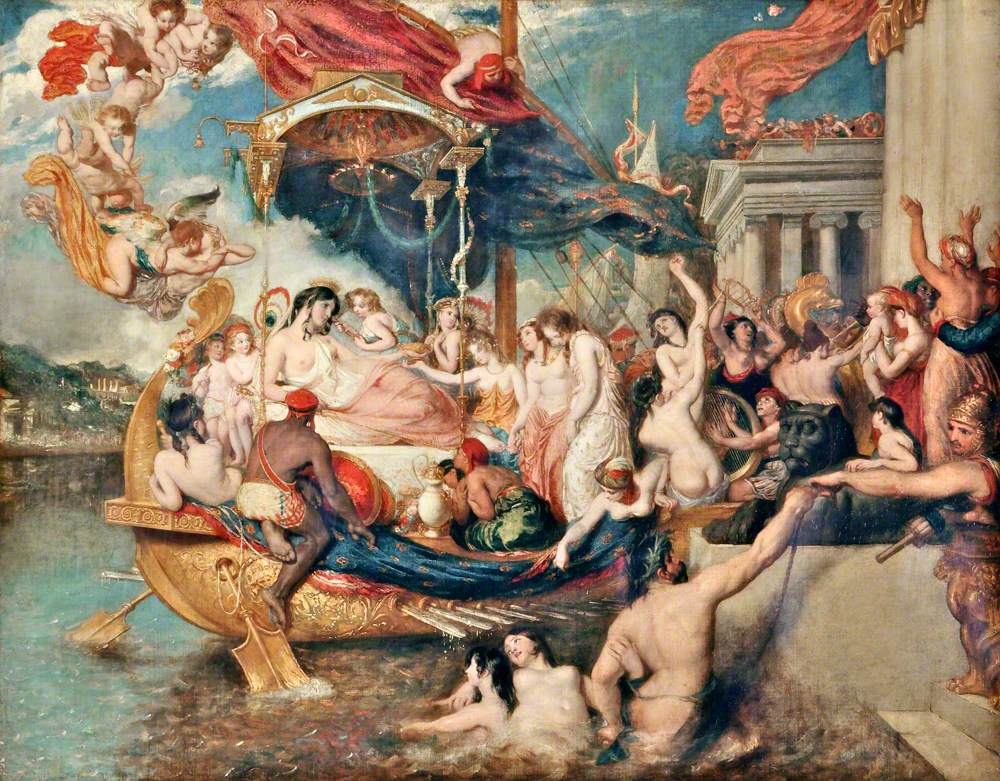
The Triumph of Cleopatra (1821), de William Etty, ara a la Lady Lever Art Gallery, Port Sunlight, Anglaterra

A la Gran Bretanya victoriana, Cleòpatra estava molt associada amb molts aspectes de la cultura egípcia antiga i la seva imatge es va utilitzar per comercialitzar diversos productes per a la llar, com ara làmpades d'oli, litografies, postals i cigarrets. Novel·les de ficció com Cleopatra (1889) de H. Rider Haggard i Una de les nits de Cleòpatra (1838) de Théophile Gautier van representar la reina com una oriental sensual i mística, mentre que Cleòpatra (1894) de l'egiptòleg Georg Ebers era més fonamentada. en precisió històrica. El dramaturg francès Victorien Sardou i el dramaturg irlandès George Bernard Shaw van produir obres de teatre sobre Cleòpatra, mentre que espectacles burlescs com Antony and Cleopatra del FC Burnand van oferir representacions satíriques de la reina que la van connectar i l'entorn on va viure amb l'edat moderna.
Antoni i Cleòpatra de Shakespeare va ser considerat canònic a l'època victoriana. La seva popularitat va fer pensar que el quadre de 1885 de Lawrence Alma-Tadema representava la trobada d'Antoni i Cleòpatra a la seva barca de plaer a Tars, tot i que Alma-Tadema va revelar en una carta privada que representava una reunió posterior d'ells a Alexandria. També es va basar en l'obra de Shakespeare l'òpera Antony and Cleopatra de Samuel Barber (1966), encarregada per a l'obertura de la Metropolitan Opera House. En el seu relat breu inacabat de 1825, Les nits egípcies, Alexander Pushkin va popularitzar les afirmacions de l'historiador romà del segle IV Sext Aureli Víctor, abans ignorades en gran manera, que Cleòpatra s'havia prostituït amb homes que pagaven el sexe amb la seva vida. Cleòpatra també va ser apreciada fora del món occidental i de l'Orient Mitjà, ja que l'erudit xinès de la dinastia Qing Yan Fu va escriure una extensa biografia d'ella.
Cleopatra de Georges Méliès (francès: Cléopâtre), una pel·lícula francesa de terror mut de 1899, va ser la primera pel·lícula que va representar el personatge de Cleòpatra. Les pel·lícules de Hollywood del segle xx van estar influenciades pels mitjans victorians anteriors, que van ajudar a donar forma al personatge de Cleopatra interpretat per Theda Bara a Cleopatra (1917), Claudette Colbert a Cleopatra (1934) i Elizabeth Taylor a Cleopatra (1963). A més de la seva representació com una reina vampira, la Cleòpatra de Bara també incorporava tropes familiars de la pintura orientalista del segle xix, com el comportament despòtic, barrejat amb una sexualitat femenina perillosa i oberta. El personatge de Cleopatra de Colbert va servir com a model de glamur per vendre productes de temàtica egípcia als grans magatzems dels anys trenta, dirigits a les espectadores del cinema. En preparació per a la pel·lícula protagonitzada per Taylor com Cleopatra, les revistes femenines de principis dels anys 60 van anunciar com utilitzar el maquillatge, la roba, les joies i els pentinats per aconseguir l'aspecte egipci semblant a les reines Cleòpatra i Nefertiti. A finals del segle XX hi havia quaranta-tres pel·lícules, dues-centes obres de teatre i novel·les, quaranta-cinc òperes i cinc ballets associats a Cleòpatra.

### Obres escrites
Mentre que els mites sobre Cleòpatra persisteixen als mitjans de comunicació populars, aspectes importants de la seva carrera passen en gran part desapercebuts, com el seu comandament de les forces navals i els actes administratius. Les publicacions sobre la medicina grega antiga que se li atribueixen són, probablement, el treball d'un metge amb el mateix nom escrit a finals del segle I dC. Ingrid D. Rowland, que destaca que la Berenice anomenada Cleòpatra citada per la metgessa romana dels segles III o IV Metrodora probablement va ser combinada pels estudiosos medievals com a referència a Cleòpatra. Només existeixen fragments d'aquests escrits mèdics i cosmètics, com els conservats per Galen, que són remeis per a la malaltia dels cabells, la calvície i la caspa, juntament amb una llista de pesos i mesures amb finalitats farmacològiques. Aeci va atribuir una recepta de sabó perfumat a Cleòpatra, mentre que Pau d'Egina va conservar les seves suposades instruccions per tenyir i arrissar els cabells.

## El tema de Cleòpatra
La seva vida i la seva mort, així com els seus amors amb els dos personatges romans, Juli Cèsar i Marc Antoni, han servit d'inspiració a través dels temps pels literats i cineastes. Les obres més famoses són Antoni i Cleòpatra (1606), de William Shakespeare, Tot per amor (1678), de l'autor teatral anglès John Dryden i Cèsar i Cleòpatra (1901) de George Bernard Shaw.
Els cineastes Méliès, i Cecil B. de Mille li van dedicat bones produccions. La pel·lícula més famosa és Cleòpatra, de Joseph L. Mankiewicz, protagonitzada per l'actriu Elizabeth Taylor (Cleòpatra), Richard Burton (Antoni), i Rex Harrison (Cesar), que costà 44 milions de dòlars d'aquella època (1963), i fou el segon film més car mai fet (després va ser superat per War and Peace, de 1968). L'elevat cost va ser degut al fet que Mankiewicz feu un rodatge quilomètric que després seria retallat successivament, primer per la mateixa productora, i després pels distribuïdors, i deixaria finalment el metratge reduït a 192 minuts. Un detall ens fa veure el que va fer Mankiewicz: va reconstruir el fòrum de Roma amb les mides doblades, d'altra manera no hi cabien tots els actors, extres, etc., de l'escena de l'entrada de Cleòpatra a Roma.
Molts artistes n'han fet pintures i escultures: Tiepolo, Regnault, etc. Cleòpatra és un dels principals personatges a l'opera de Händel Giuilo Cesare.
En el 2001, el Museu Britànic li va dedicar una exposició i amb aquest marc va haver-hi un interessant debat sobre la seva bellesa. Sense comptar que és una protagonista bastant significativa dels personatges d'Astèrix. I a més de tot açò, hi ha una marca de cigarrets que porta el seu nom.

## Novetats en el descobriment de la seva tomba
Mentre que molts egiptòlegs creuen que la tomba de Cleòpatra està enterrada sota l'aigua en l'antiga Alexandria, la doctora Kathleen Martínez encarregada de portar tota la missió de la cerca de la tomba de Cleòpatra, difereix una mica d'aquesta teoria. .
Es creu que la tomba es troba a l'antiga ciutat de Taposiris Magna, en la qual solament hi ha un temple, consagrat a Osiris. Es creu de la relació de Cleòpatra amb aquest temple, ja que ella es considerava una reencarnació de la deessa Isis, la dona d'Osiris. Per tant, Kathleen creu que es troba davant un temple, que en el seu moment, va ser doble. És a dir, hi havia dos temples connectats entre si, un per Osiris i l'altre per a Isis.
L'abril de 2024 la doctora Kathleen Martínez, donava la notícia de què no només s'havien trobat 500 monedes amb la cara i nom de Cleòpatra, sinó que s'havia trobat la placa fundacional del temple de Taposiris Magna, que parla sobre el moment en què va estar construït i per a qui estava consagrat. Això va donar llum verda a què se seguissin amb les excavacions, bé, realment se'ls hi va donar un permís per bussejar, ja que es creu que el temple dedicat a Isis estaria sota l'aigua.
A la doctora Kathleen Martínez i el seu equip els hi havien donat tan sols dues setmanes per trobar qualsevol cosa a les costes d'Egipte, concretament la costa de Topisiris Magna. Com que no tenien permís per excavar, solament per bussejar, no es podia tocar res del sediment que hi havia.
En aquestes setmanes van trobar una estructura sota l'aigua, que suporta la idea que el que està submergit és el temple d'Isis.
Els túnels que ells creien que connectaven amb el temple on pensaven que podria estar la tomba de Cleòpatra, estaven plens de sediment, per tant, no es veia res, fins a gairebé l'últim dia. Ja que uns dies abans que s'acabés aquesta llicència de dues setmanes, una tempesta va assotar les costes d'Egipte, apartant el sediment, i els va deixar veure el que hi havia sota.
A setembre de 2024 es van començar les excavacions.
S'han trobat els vestigis d'un antic edifici que sembla de grans dimensions, i que podria estar relacionat amb el temple de la deessa Isis. A més de diferents restes arqueològiques que s'han trobat en aquestes expedicions: més de 300 monedes, algunes amb la imatge de Cleòpatra, la qual cosa assegura que aquest espai va tenir un ús durant els anys que s'esperava trobar. També ha aparegut una possible representació escultòrica de Cleòpatra, però això encara està estudiant-se. A més d'una gran necròpolis amb més de 20 cambres funeràries, i una gran tomba subterrània. I, finalment, han trobat restes humanes sota les aigües de Taposiris Magna.